# Primera guerra de la mafia
La primera guerra de la mafia fue un conflicto interno de la Cosa nostra iniciado en 1962.

## Historia

### Precedentes
La guerra fue desencadenada a causa de una estafa a propósito de una partida de heroína. En febrero de 1962 los hermanos Angelo y Salvatore La Barbera y la familia mafiosa de los Greco eran todos miembros de un consorcio que financió un cargamento de heroína desde Egipto. Fue enviado un hombre de honor, Calcedonio Di Pisa, a controlar que fuera expedida sin problemas hacia Nueva York a bordo del transatlántico Saturnia.
Pero los mafiosos de Brooklyn que recibieron la droga descubrieron que los fardos no contenían la cantidad pactada. En una reunión de la Comisión de la Mafia convocada para decidir sobre el caso en cuestión, Di Pisa fue absuelto de la acusación de haberse apropiado de una parte de la heroína. Pero esta decisión no satisfizo a los hermanos La Barbera, que no escondieron su disconformidad.
El 26 de diciembre de 1962 Di Pisa fue asesinado en la plaza Principe di Camporeale, en Palermo. Según las declaraciones vertidas en 1984 por el pentito Tommaso Buscetta, Di Pisa fue asesinado por orden del capo Michele Cavataio para hacer recaer la culpa sobre Angelo La Barbera y desencadenar de esta manera una guerra entre familias.

### El conflicto entre familias
En enero de 1963, en respuesta al asesinato de Calcedonio Di Pisa, comenzaron las represalias: Salvatore La Barbera fue secuestrado por orden de la familia Greco y cayó víctima junto a Primo Vinti de la lupara bianca. 
Después de la muerte del hermano, Angelo La Barbera decidió continuar la guerra junto a su aliado Pietro Torretta, capo de Uditore: el 13 de febrero un automóvil Alfa Romeo Giulietta lleno de explosivos destruyó la casa de Salvatore "Ciaschiteddu" Greco en Ciaculli. 
Salvatore Greco respondió el 19 de abril: un FIAT 600 color crema paró delante de la pescadería Impero, propiedad de algunos hombres pertenecientes al clan de La Barbera, en vía Empedocle Restivo en Palermo y dos asesinos se levantaron sobre sus asientos, abriendo fuego a golpe de disparos de metralleta contra el local; fueron víctimas de la emboscada dos personas mientras otras dos resultaron heridas. 
La siguiente víctima fue un aliado de los Greco: el capo de Cinisi Cesare Manzella fue asesinado con una autobomba cerca de la verja de entrada de su limonar. 
El 25 de mayo de 1963, en la vía Regina Giovanna de Milán, el automóvil de Angelo La Barbera fue acribillado por proyectiles de los sicarios de los Greco, hiriéndolo gravemente. Poco tiempo después del atentado, La Barbera sería arrestado en un hospital milanés y acabaría definitivamente en la cárcel. Su sitio fue tomado por Pietro Torretta y por Michele Cavataio, que ordenaron cuatro homicidios en junio de 1963 contra exponentes del clan de los Greco.

### La masacre de Ciaculli y la reacción del Estado
El 30 de junio de 1963 un Alfa Romeo Giulietta repleta de trinitrotolueno, abandonada en las cercanías de la villa de los Greco en Ciaculli, hacía explosión, acabando con la vida de siete Carabinieri. La dura reacción de la Comisión Antimafia por el atentado llevó a numerosos arrestos de diversos capos de la mafia en toda Sicilia. Los arrestados y responsables de los fallecidos de la guerra mafiosa fueron juzgados en un proceso desarrollado en Catanzaro en 1968 (el famoso "processo dei 114"): condenado a 27 años de cárcel, Pietro Torretta fue apartado de los negocios mafiosos para siempre (morirá de muerte natural en 1975) mientras los otros imputados fueron absueltos o condenados a penas menores.
El acto que sanciona el final de esta guerra tendrá lugar el 10 de diciembre de 1969 cuando el capo Michele Cavataio será asesinado en una oficina de Palermo por algunos asesinos disfrazados de agentes de la guardia di finanza. Esta acción homicida, que pasó a la historia como Matanza de Viale Lazio, fue programada para castigar a Cavataio por haber sido uno de los responsables de la guerra.